# Јан Сонергор
Јан Сонергор (дан. Jan Sonnergaard; 15. август 1963 — 18. новембар 2016)  био је дански писац и колумниста. Магистрирао је теорију књижевности и филозофију на Универзитету у Копенхагену.

## Каријера
Сонергор је своју каријеру писца започео причом Имитација лакосте (дан. Imitation af Lacoste) у антологији Почеци 1990. (дан. Begyndelser 1990), након чега је издавао приче у оквиру листа Ildfisken. Године 1997. издаје своју прву збирку прича Радијатор (дан. Radiator), која заједно са следећим двама делима које је избацио, Последња недеља у октобру (дан. Sidste søndag i oktober) и Ја се и даље бојим Каспара Микаела Петерсена (дан. Jeg er stadig bange for Caspar Michael Petersen), чине Радијатор трилогију.
Радијатор је по изласку наишао на добре критике и досад је продат у преко 100.000 примерака. Кристен Бјернкјер је у некрологу Сонергору за портал Information издвојио да је „главна [Сонергорова] критика друштва постојање незаслужено богатих и незаслужено сиромашних”.

## Смрт
Сонергор је у новембру 2016. био резидент Куће за писце, пројекта који организује удружење Крокодил у Београду. 18. новембра је, у склопу пројекта, требало да буде организована промоција превода његове књиге Последња недеља у октобру у Установи културе Пароброд.
Након што организатори пројекта Кућа за писце нису могли да ступе у контакт са Сонергором у вези са промоцијом, Владимир Арсенијевић, креативни директор удружења Крокодил, отишао је у стан у улици Мише Вујића, где је Сонергор одсео, и тамо нашао његово беживотно тело.

## Дела
| Наслов | Жанр         | Година | Издавач   | ISBN          |
| --- | ------------ | ------ | --------- | ------------- |
| Radiator | збирка прича | 1997   | Gyldendal | 87-00-29066-1 |
| Sidste søndag i oktober                                                                                             | збирка прича | 2000   | Gyldendal | 87-00-47302-2 |
| Jeg er stadig bange for Caspar Michael Petersen                                                                     | збирка прича | 2003   | Gyldendal | 87-02-01673-7 |
| Liv og død på Café Olfert Fischer                                                                                   | драма        | 2006   | Drama     | 87-7865-638-9 |
| Om atomkrigens betydning for Vilhelm Funks ungdom                                                                   | роман        | 2009   | Gyldendal | 9788702076745 |
| Gamle historier: 1990-2008                                                                                          | збирка прича | 2009   | Gyldendal | 9788702072358 |
| Otte opbyggelige for om kærlighed og mad og fremmede byer: Paris, Rom, Tbilisi, Prag, Saint-Nazaire, Berlin, Amager | збирка есеја | 2013   | Gyldendal | 9788702145304 |
| Frysende våde vejbaner                                                                                              | роман        | 2015   | Gyldendal | 9788702172270 |